# 1980年最高裁判所裁判官国民審査
1980年最高裁判所裁判官国民審査（1980ねんさいこうさいばんしょさいばんかんこくみんしんさ）は、1980年（昭和55年）6月22日に第36回衆議院議員総選挙と共に執行された最高裁判所裁判官国民審査。

## 総論
4人の最高裁判所裁判官に対して国民審査が行われ、全員罷免しないとされた。投票率は72.51%であった。

## 国民審査の結果
| 裁判官   | 罷免を可とする票 | 罷免を可としない票 | 罷免を可とする率 |
| -------- | ---------------- | ------------------ | ---------------- |
| 谷口正孝 | 8,029,545        | 46,071,825         | 14.84%           |
| 宮崎梧一 | 8,002,538        | 46,099,868         | 14.79%           |
| 寺田治郎 | 7,913,660        | 46,189,496         | 14.63%           |
| 伊藤正己 | 7,170,353        | 46,932,546         | 13.25%           |